# 1998 XD51
1998 XD51 är en asteroid i huvudbältet som upptäcktes den 14 december 1998 av LINEAR i Socorro County, New Mexico.
Asteroiden har en diameter på ungefär 21 kilometer och den tillhör asteroidgruppen Hilda.